# YouTrack
YouTrack ist eine Webanwendung zur Fehlerverwaltung, Problembehandlung und Projektmanagement (inklusive Zeiterfassung), die von JetBrains entwickelt wird.

## Funktionen
YouTrack bietet Aufgabenverwaltung, eine Wissensdatenbank, Agile-Boards, Helpdesk sowie Berichte für Zeiterfassung.
Es werden zwei verschiedene Ansichten angeboten: Classic und Lite. Die Lite-Ansicht reduziert die Komplexität und vereinfacht das Onboarding vor allem für neue Nutzer.
JetBrains stellt außerdem eine App für Android und iOS zur Verfügung.

## Integration mit externen Tools
Standardmäßig bietet YouTrack eine Integration mit Jira, Zendesk, Upsource und TeamCity, sowie mit den Versionskontrollsystemen GitHub, BitBucket und GitLab an.
Zu den unterstützten Integrationen mit Testmanagement-Tools zählen PractiTest, TestLink, TestLodge und TestRail. Auch eine Verknüpfung mit Slack und den JetBrains IDEs ist vorgesehen.

## Lizenzen
YouTrack wird in einer InCloud- und einer Standalone-Version angeboten.
Die InCloud-Version wird auf den Servern von JetBrains gehostet und als Software-as-a-Service angeboten. In dieser Version sind drei Benutzer kostenlos, weitere Benutzer können kostenpflichtig für eine monatliche oder jährliche Zahlung hinzugebucht werden.
Die Standalone-Version lässt sich nahezu uneingeschränkt kostenfrei mit bis zu zehn aktiven Benutzern verwenden. Auch in dieser Version können weitere Benutzer kostenpflichtig hinzugebucht werden. Jedes Paket enthält ein Jahr lang kostenlose Updates und technischen Support.
Für Open-Source-Projekte und für den Einsatz im Unterricht und in der Lehre ist YouTrack zudem kostenfrei mit einer unbegrenzten Anzahl an Nutzern verfügbar. Start-ups können in den ersten fünf Jahren nach der Gründung einen Rabatt von 50 % auf den Preis für zusätzliche Nutzer erhalten.

## Architektur und Systemvoraussetzungen
YouTrack wurde in JavaScript und Kotlin geschrieben. Für Entwickler bietet YouTrack zudem eine RESTful API.
YouTrack in der Standalone-Version ließ sich bis zur Version 2024.3 auf jedem System mit installierter Java-Umgebung nutzen. Seit Version 2025.1 ist nur mehr die Installation über die Containervirtualisierungssoftware Docker möglich.